# Natalia Maliszewska
Natalia Maliszewska (ur. 16 września 1995 w Białymstoku) – polska łyżwiarka szybka specjalizująca się w short tracku. Olimpijka (2018), wicemistrzyni świata w biegu na 500 metrów (2018) i mistrzyni Europy na tym samym dystansie (2019), brązowa medalistka europejskiego czempionatu w sztafecie (2013) i biegu na 500 metrów (2020). Zwyciężczyni klasyfikacji generalnej Pucharu Świata na dystansie 500 metrów w sezonie 2018/2019, druga zawodniczka Pucharu Świata na dystansie 500 metrów w sezonie 2022/2023, trzecia zawodniczka Pucharu Świata na dystansie 500 metrów w sezonie 2021/2022 i wielokrotna triumfatorka zawodów tego cyklu. Wielokrotna medalistka mistrzostw Polski.

## Życie prywatne
Jest młodszą siostrą Patrycji Maliszewskiej, również uprawiającej short track. 
W 2020 zaręczyła się z Piotrem Michalskim, także łyżwiarzem szybkim i olimpijczykiem.

## Przebieg kariery
Short track zaczęła uprawiać w 2007. W sezonie 2012/2013 zadebiutowała w Pucharze Świata. W Mistrzostwach Europy w Short Tracku 2013 z polską sztafetą (startowały w niej także Patrycja Maliszewska, Aida Bella i Paula Bzura oraz Marta Wójcik – ostatnia tylko w eliminacjach) zajęła 3. lokatę, zdobywając pierwszy w historii medal dla Polski w zawodach tej rangi w tej dyscyplinie sportu. W 2015 została pierwszą polską zawodniczką startującą w short tracku, która zajęła miejsce na podium podczas zawodów Pucharu Świata (drugie miejsce na 500 m w Montrealu). Kilka miesięcy przed tym sukcesem, na skutek konfliktu z ówczesną trenerką polskiej reprezentacji, została usunięta z kadry narodowej, a Polski Związek Łyżwiarstwa Szybkiego wstrzymał jej stypendium – Maliszewska przygotowywała się wówczas do sezonu w Kanadzie z własnym trenerem, a stypendium przywrócono jej dopiero po wyniku osiągniętym w zawodach rozegranych w Kanadzie.
W 2018 wystartowała w igrzyskach olimpijskich, zajmując 11. pozycję na dystansie 500 metrów. W tym samym roku została wicemistrzynią świata na tym samym dystansie, zdobywając pierwszy w historii Polski medal tej imprezy. W listopadzie 2018 w Calgary, jako pierwsza Polka, zwyciężyła w zawodach Pucharu Świata w short tracku (na dystansie 500 metrów), tydzień tydzień powtarzając ten sukces w Salt Lake City, stając się tym samym pierwszą polską łyżwiarką szybką, bez podziału na tor krótki i długi, która dwukrotnie zwyciężała w zawodach Pucharu Świata. W półfinale rywalizacji na 500 metrów w Calgary ustanowiła najlepszy w historii kobiecego short tracku czas przejazdu jednego okrążenia toru (8,36 s). W styczniu 2019 została mistrzynią Europy na dystansie 500 metrów. W lutym 2019 zwyciężyła w klasyfikacji generalnej Pucharu Świata na dystansie 500 metrów w sezonie 2018/2019.
W styczniu 2020 zdobyła brązowy medal mistrzostw Europy na dystansie 500 metrów. W lutym 2020 w Dordrechcie po raz pierwszy karierze stanęła na podium zawodów Pucharu Świata w rywalizacji na dystansie 1000 metrów, zajmując 3. lokatę.
Wielokrotna medalistka mistrzostw Polski. Wielokrotnie ustanawiała rekordy Polski na dystansie 500 metrów.

## Rekordy życiowe
| Dystans     | Czas     | Data       | Miejscowość      |
| ----------- | -------- | ---------- | ---------------- |
| 400 metrów  | 39,493   | 12.10.2019 | Giżycko          |
| 500 metrów  | 41,598   | 04.09.2021 | Drezno           |
| 777 metrów  | 1:11,536 | 12.10.2019 | Giżycko          |
| 800 metrów  | 94,987   | 20.12.2007 | Nowa Wieś Spiska |
| 1000 metrów | 1:27,391 | 05.09.2021 | Drezno           |
| 1500 metrów | 2:24,462 | 18.10.2020 | Białystok        |
| 3000 metrów | 5:16,546 | 26.02.2017 | Opole            |

## Wyniki

### Igrzyska olimpijskie
| Igrzyska        | Konkurencja | Kwalifikacje | Kwalifikacje | Ćwierćfinał | Ćwierćfinał | Półfinał | Półfinał | Finał    | Finał   | Miejsce |
| Igrzyska        | Konkurencja | Czas         | Pozycja      | Czas        | Pozycja     | Czas     | Pozycja  | Czas     | Pozycja | Miejsce |
| --------------- | ----------- | ------------ | ------------ | ----------- | ----------- | -------- | -------- | -------- | ------- | ------- |
| Pjongczang 2018 | 500 metrów  | 43,725       | 2. Q         | 43,384      | 3.          | NQ       | NQ       | NQ       | NQ      | 11.     |
| Pekin 2022      | 1000 metrów | 1:29,610     | 1. Q         | 1:48,908    | 5.          | NQ       | NQ       | NQ       | NQ      | 17.     |
| Pekin 2022      | 1500 metrów | —            | —            | 2:25,850    | 5.          | NQ       | NQ       | NQ       | NQ      | 29.     |
| Pekin 2022      | sztafeta    | —            | —            | —           | —           | 4:10,074 | 3. QB    | 4:10,210 | 2.      | 6.      |

### Mistrzostwa świata
| - Rotterdam 2017 - 500 metrów: 8. miejsce - 1000 metrów: 30. miejsce - 1500 metrów: 45. miejsce - Wielobój: 28. miejsce | - Montreal 2018 - 500 metrów: - 1000 metrów: 23. miejsce - 1500 metrów: 30. miejsce - 3000 metrów (superfinał): 8. miejsce w klasyfikacji, 7. miejsce na mecie - Wielobój: 6. miejsce | - Sofia 2019 - 500 metrów: 11. miejsce - 1000 metrów: 31. miejsce - 1500 metrów: 38. miejsce - Wielobój: 29. miejsce | - Dordrecht 2021 - 500 metrów: 20. miejsce - 1000 metrów: 13. miejsce - 1500 metrów: 19. miejsce - Wielobój: 16. miejsce - Sztafeta: 5. miejsce | - Montreal 2022 - 500 metrów: 6. miejsce - 1000 metrów: 12. miejsce - 1500 metrów: 19. miejsce - Wielobój: 11. miejsce - Sztafeta: 5. miejsce |

| - Seul 2023 - 500 metrów: 13. miejsce - 1000 metrów: 14. miejsce - Sztafeta: 7. miejsce - Sztafeta mieszana: 6. miejsce | - Pekin 2025 - 500 metrów: - Sztafeta: - Sztafeta mieszana: |

### Mistrzostwa Europy
| - Malmö 2013 - 500 metrów: 16. miejsce - Sztafeta: 3. miejsce | - Dordrecht 2015 - Wielobój: 29. miejsce - Sztafeta: 5. miejsce | - Soczi 2016 - Wielobój: 21. miejsce - Sztafeta: 11. miejsce | - Turyn 2017 - 500 metrów: dyskwalifikacja - 1000 metrów: 10. miejsce - 1500 metrów: 16. miejsce - Wielobój: 20. miejsce - Sztafeta: 6. miejsce | - Drezno 2018 - 500 metrów: 17. miejsce - 1000 metrów: 10. miejsce - 1500 metrów: 18. miejsce - Wielobój: 16. miejsce - Sztafeta: dyskwalifikacja |

| - Dordrecht 2019 - 500 metrów: - 1000 metrów: 13. miejsce - 1500 metrów: 12. miejsce - 3000 metrów (superfinał): 8. miejsce - Wielobój: 4. miejsce | - Debreczyn 2020 - 500 metrów: - 1000 metrów: 6. miejsce - 1500 metrów: 19. miejsce - 3000 metrów (superfinał): 6. miejsce - Wielobój: 6. miejsce | - Gdańsk 2021 - 500 metrów: - 1000 metrów: dyskwalifikacja - 1500 metrów: 7. miejsce - 3000 metrów (superfinał): 4. miejsce - Wielobój: 5. miejsce - Sztafeta: 6. miejsce | - Gdańsk 2023 - 500 metrów: - 1000 metrów: 9. miejsce - 1500 metrów: — - Sztafeta: 4. miejsce - Sztafeta mieszana: 8. miejsce | - Drezno 2025 - 500 metrów: 9. miejsce - 1000 metrów: 8. miejsce - Sztafeta: - Sztafeta mieszana: |

### Mistrzostwa świata juniorów
| - Erzurum 2014 - Wielobój: 20. miejsce - Sztafeta: 9. miejsce | - Osaka 2015 - Wielobój: 29. miejsce - Sztafeta: 8. miejsce |

### Mistrzostwa Polski
| - Białystok 2011 - 500 metrów: 18. miejsce - 1000 metrów: 15. miejsce - 1500 metrów: 29. miejsce - Wielobój: 23. miejsce - Sztafeta: | - Elbląg 2014 - 500 metrów: - 1000 metrów: - 1500 metrów: - 3000 metrów: - Wielobój: - Sztafeta: | - Opole 2017 - 500 metrów: - 1000 metrów: - 1500 metrów: - 3000 metrów: - Wielobój: - Sztafeta: | - Białystok 2020 - 500 metrów: - 1000 metrów: - 1500 metrów: - 3000 metrów: 5. miejsce - Wielobój: - Sztafeta: - Sztafeta mieszana: |

| - Elbląg 2012 - 500 metrów: - 1000 metrów: 8. miejsce - 1500 metrów: 6. miejsce - Wielobój: 4. miejsce - Sztafeta: | - Elbląg 2015 - 500 metrów: - 1000 metrów: - 1500 metrów: - 3000 metrów: - Wielobój: - Sztafeta: | - Tomaszów Mazowiecki 2019 - 500 metrów: - 1000 metrów: - 1500 metrów: 6. miejsce - 3000 metrów: - Wielobój: - Sztafeta: | - Elbląg 2021 - 500 metrów: - 1000 metrów: - 1500 metrów: - 3000 metrów: - Wielobój: - Sztafeta: - Sztafeta mieszana: |

| - Elbląg 2013 - 500 metrów: 5. miejsce - 1000 metrów: 8. miejsce - 1500 metrów: - 3000 metrów: 7. miejsce - Wielobój: 7. miejsce - Sztafeta: | - Gdańsk 2016 - 500 metrów: - 1000 metrów: - 1500 metrów: - 3000 metrów: 8. miejsce - Wielobój: - Sztafeta: |

## Puchar Świata

### Miejsca w klasyfikacji generalnej

#### 500 metrów
| Sezon     | Miejsce |
| --------- | ------- |
| 2012/2013 | 53.     |
| 2013/2014 | 45.     |
| 2014/2015 | 20.     |
| 2015/2016 | 6.      |
| 2016/2017 | 10.     |
| 2017/2018 | 18.     |
| 2018/2019 | 1.      |
| 2019/2020 | 6.      |
| 2021/2022 | 3.      |
| 2022/2023 | 2.      |

#### 1000 metrów
| Sezon     | Miejsce |
| --------- | ------- |
| 2012/2013 | 76.     |
| 2013/2014 | 63.     |
| 2014/2015 | 59.     |
| 2015/2016 | 55.     |
| 2016/2017 | 59.     |
| 2017/2018 | 43.     |
| 2018/2019 | 13.     |
| 2019/2020 | 14.     |
| 2021/2022 | 7.      |
| 2022/2023 | 29.     |

#### 1500 metrów
| Sezon     | Miejsce |
| --------- | ------- |
| 2012/2013 | 58.     |
| 2013/2014 | 71.     |
| 2014/2015 | 52.     |
| 2015/2016 | 45.     |
| 2021/2022 | 28.     |

#### Zwycięstwa w zawodach indywidualnych Pucharu Świata chronologicznie
| Nr | Sezon     | Data                 | Miejscowość    | Dystans |
| -- | --------- | -------------------- | -------------- | ------- |
| 1. | 2018/2019 | 3 listopada 2018     | Calgary        | 500 m   |
| 2. | 2018/2019 | 11 listopada 2018    | Salt Lake City | 500 m   |
| 3. | 2021/2022 | 23 października 2021 | Pekin          | 500 m   |

#### Miejsca na podium w zawodach indywidualnych Pucharu Świata chronologicznie
| Nr  | Sezon     | Data                 | Miejscowość    | Dystans | Miejsce |
| --- | --------- | -------------------- | -------------- | ------- | ------- |
| 1.  | 2015/2016 | 1 listopada 2015     | Montreal       | 500 m   | 2.      |
| 2.  | 2016/2017 | 11 grudnia 2016      | Szanghaj       | 500 m   | 3.      |
| 3.  | 2016/2017 | 18 grudnia 2016      | Gangneung      | 500 m   | 3.      |
| 4.  | 2018/2019 | 3 listopada 2018     | Calgary        | 500 m   | 1.      |
| 5.  | 2018/2019 | 11 listopada 2018    | Salt Lake City | 500 m   | 1.      |
| 6.  | 2018/2019 | 9 grudnia 2018       | Ałmaty         | 500 m   | 3.      |
| 7.  | 2018/2019 | 3 lutego 2019        | Drezno         | 500 m   | 3.      |
| 8.  | 2018/2019 | 9 lutego 2019        | Turyn          | 500 m   | 2.      |
| 9.  | 2019/2020 | 10 listopada 2019    | Montreal       | 500 m   | 3.      |
| 10. | 2019/2020 | 15 lutego 2020       | Dordrecht      | 1000 m  | 3.      |
| 11. | 2021/2022 | 23 października 2021 | Pekin          | 500 m   | 1.      |
| 12. | 2021/2022 | 30 października 2021 | Nagoja         | 500 m   | 2.      |
| 13. | 2021/2022 | 21 listopada 2021    | Debreczyn      | 1000 m  | 3.      |
| 14. | 2022/2023 | 30 października 2022 | Montreal       | 500 m   | 2.      |
| 15. | 2022/2023 | 5 listopada 2022     | Salt Lake City | 500 m   | 2.      |
| 16. | 2022/2023 | 17 grudnia 2022      | Ałmaty         | 500 m   | 2.      |

#### Miejsca na podium w zawodach drużynowych Pucharu Świata chronologicznie
| Nr | Sezon     | Data           | Miejscowość | Dystans           | Miejsce |
| -- | --------- | -------------- | ----------- | ----------------- | ------- |
| 1. | 2022/2023 | 11 lutego 2023 | Dordrecht   | sztafeta mieszana | 3.      |